# London Capital
Maillots
Le London Capital, ou PAWS London Capital, est un club franchisé anglais de basket-ball situé à Londres et appartenant à la British Basketball League depuis 2007. Il a été promu en BBL à la suite de la disparition progressive des London Towers puis du London United. Le club cesse son activité en 2013.

## Historique
- Le club a évolué à différents niveaux du championnat anglais, avant de rejoindre la BBL.
- Le club fait partie de l'extension de la BBL en 2007 en compagnie des Everton Tigers et des Birmingham Panthers.

## Palmarès
néant

## Entraîneurs successifs
- 2007-2008 :  Steve Bucknall